# إيدون زيغروفا
إيدون زيغروفا (مواليد 31 مارس 1999) هو لاعب كرة قدم كوسوفي يلعب في مركز الجناح الأيمن في نادي ليل.

## روابط خارجية
- إيدون زيغروفا على موقع الاتحاد الدولي (مؤرشف)  (الإنجليزية)
- إيدون زيغروفا على موقع الاتحاد الأوربي (الإنجليزية)
- إيدون زيغروفا على موقع قاعدة بيانات كرة القدم.إي يو (الإنجليزية)
- إيدون زيغروفا على موقع ليكيب (الفرنسية)
- إيدون زيغروفا على موقع ناشيونال فوتبول تيمز (الإنجليزية)
- إيدون زيغروفا على موقع Soccerbase.com (لاعب) (الإنجليزية)
- إيدون زيغروفا على موقع Soccerway.com (الإنجليزية)
- إيدون زيغروفا على موقع عالم كرة القدم.نت (الإنجليزية)